# 孝王 (馬韓)
韓亨（？—？），是三韓之馬韓的君主，第6代王。在位於前113年至前73年，諡號孝王（韓語：효왕），名韓亨（韓語：한형）。